# Luceria icasta
Luceria icasta är en fjärilsart som beskrevs av Fletcher 1957. Luceria icasta ingår i släktet Luceria och familjen nattflyn. Inga underarter finns listade i Catalogue of Life.